# Tableau de Paris
Le Tableau de Paris est un ouvrage publié par Louis-Sébastien Mercier. Les deux premiers volumes parurent sans nom d’auteur en 1781 à Neuchâtel chez Samuel Fauche. La première édition complète en douze volumes a été publiée sans nom d’auteur entre 1782 et 1788 avec la mention « à Amsterdam » sans nom d'éditeur.

## Histoire
Le libraire-éditeur de Neuchâtel, qui avait acheté l’ouvrage à Mercier, étant venu à Paris sans précaution et se trouvant muni d’un certain nombre d’exemplaires, fut arrêté, non pas tant pour le livre que parce que l’on comptait arriver par lui à l’auteur même. Mais celui-ci refusa obstinément de déclarer le nom de l’écrivain ; à toutes les questions, il se bornait à dire qu’il tenait le manuscrit d’un quidam qui était venu le lui apporter et qu’il ne connaissait pas. Apprenant et son arrestation et son généreux procédé, Mercier se précipita incontinent chez le lieutenant général Lenoir, un exemplaire du Tableau de Paris à la main : « Monsieur, lui dit-il, j’ai appris que vous cherchiez l’auteur de cet ouvrage : voici en même temps le livre et l’auteur. » Le lieutenant de police ne put se défendre d’un vif intérêt pour l’auteur et l’éditeur ; il entra en discussion avec Mercier et lui promit en le congédiant de présenter tout cela à Maurepas, sous le jour le plus favorable. L’imprimeur fut relâché, l’on se contenta d’arrêter le livre. Quant à Mercier, on le laissa paisiblement faire les apprêts de son départ pour la Suisse, où il allait achever son ouvrage.

## Signalement
Cet ouvrage enchaîne les descriptions, les scènes, les tableaux tracés par Mercier avec vigueur, nerf, coloris et parfois un sarcasme sans lesquels rien ne l’aurait distingué d’un guide de la ville de Paris. Mercier regretta que l’idée qui lui était venue de traduire la physionomie physique et morale de Paris ne soit pas venue avant lui à quelque esprit observateur dont les investigations eussent été utiles à son histoire : « Si, vers la fin de chaque siècle, un écrivain judicieux avait fait un tableau général de ce qui existait autour de lui ; qu’il eût dépeint, tels qu’il les a vus, les mœurs et les usages, cette suite formerait aujourd’hui une galerie curieuse d’objets comparatifs ; nous y trouverions mille particularités que nous ignorons : la morale et la législation auraient pu y gagner. Mais l’homme dédaigne ordinairement ce qu’il a sous les yeux, il remonte à des siècles décédés ; il veut deviner des faits inutiles, des usages éteints, sur lesquels il n’aura jamais de résultat satisfaisant, sans compter l’immensité des discussions oiseuses et stériles où il se perd. »

Mercier affirme n’avoir tenu, dans son Tableau, que le pinceau du peintre, avoir fait la part mince au philosophe, encore moindre au satirique. Trop passionné pour apporter dans ses jugements la froideur désintéressée qui se contente de constater, sans admirer ou s’indigner jamais, Mercier s’emporte, dans cet ouvrage, contre une société d’Ancien Régime qui n’en a plus que pour une demi-décennie. D’ailleurs, à peine l’ouvrage était-il achevé que l’Ancien Régime dont Mercier avait entrepris la description des abus, croulait et s’abîmait dans la Révolution : 

« Je ne marche plus dans Paris, écrit-il dans le Nouveau Paris, que sur ce qui me rappelle ce qui n’est plus. Bien m’a pris de faire mon tableau en douze volumes ; car s’il n’était pas fait, le modèle est tellement effacé qu’il ressemble au portrait décoloré d’un aïeul mort à l’hôpital et relégué dans un galetas. Personne ne s’était avisé avant moi de faire le tableau d’une cité immense, et de peindre ses mœurs et ses usages dans le plus petit détail ; mais quel changement ! »

## Réception
Mercier a fait, dans cet ouvrage, un travail dont l’utilité, l’importance du but, le piquant des recherches, a conservé à la postérité. À Paris, où Mercier ne comptait pas que des amis parmi ses confrères, la parution des deux premiers volumes du Tableau lui attira mille critiques plus ou moins acerbes. Éternel railleur, Rivarol s’empressa de qualifier le Tableau de Paris d’« Ouvrage pensé dans la rue, et écrit sur la borne. », ajoutant que « L’auteur a peint la cave et le grenier, en sautant le salon. » L’épigramme de Rivarol, bien qu’incisive, ne rend pas justice à l’œuvre de Mercier. Celui-ci s’est d’ailleurs vengé de ces piques en glissant cette anecdote dans son Tableau de Paris : « Madame du Deffand, aveugle, entrant dans une société, écoutait un de ces beaux parleurs que l’on cite, et qui vont répétant dans vingt maisons absolument le même thème : “Quel est ce mauvais livre, dit-elle, qu’on lit ici ?” C’était un M. Rivarol qui parlait. » Les contemporains ont dit qu’avec son panorama aussi mobile que complet du Paris du XVIIIe siècle, le Tableau de Paris était un excellent bréviaire pour un lieutenant de police.
À la différence de la réception du Tableau à Paris, le succès de l’ouvrage fut prodigieux à l’étranger. L’enthousiasme des Allemands à son égard est à peine concevable : un Français voyageant dans ce pays rencontra un professeur qui s’évertuait à traduire un chef-d’œuvre. Le Parisien demanda le nom de l’écrivain pour lequel il le voyait faire tant d’efforts. « Je ne les regrette point ; c’est pour le plus grand de vos écrivains, vous devinez pour qui ? — Montesquieu, peut-être ? — Vous n’y êtes pas. — Voltaire ? — Oh ! non. — Racine ? — Ah ! fi ! vous vous éloignez toujours davantage. Eh bien, je vois qu’il faut vous le dire : c’est M. Mercier ; c’est sans difficulté, le premier génie qu’ait votre littérature ; il n’a qu’un seul défaut, celui des Français, il sacrifie trop souvent aux Grâces. »

## Postérité
Mercier a fait paraître Le Nouveau Paris à la fin de 1798, en six volumes, sur la période révolutionnaire.